# Jan Michał Pociej
Jan Michał (Adam) Pociej OSBM (zm. 1666) – unicki biskup włodzimiersko-brzeski (1655–1666).

## Życiorys
Urodził się jako wnuk kasztelana brzeskiego litewskiego Adama Pocieja, znanego później pod imieniem Hipacego, współtwórcy unii brzeskiej i zwierzchnika Kościoła unickiego w Rzeczypospolitej. Był jednym z 12 synów sędziego ziemskiego brzeskiego Piotra i Zofii z Kazanowskich. 
Najprawdopodobniej był on tym Janem, o którego urodzinach 1 września 1613 r. w Rzeczycy pisał Piotr Pociej. Wątpliwości co do jednoznacznej identyfikacji biskupa wśród licznych potomków Piotra miał już Kasper Niesiecki, bowiem biskup używał także imienia Adam. Być może rzeczony biskup jest również tożsamy z rotmistrzem Janem z 1646 r.
Mianowany przez króla w lipcu 1655 roku. Konsekrowany w tymże roku przez metropolitę Antoniego Sielawę. Diecezję objął, odbywając ingres w katedrze Zaśnięcia Matki Bożej we Włodzimierzu 15 lipca 1655 roku.
Rządy Pocieja przypadały na okres, kiedy Kościół unicki w I Rzeczypospolitej wciąż był instytucją nie do końca okrzepłą. Biskup wzmacniał katolicyzm swojej eparchii prawdopodobnie przez organizowanie częstych synodów diecezjalnych, wizytacji i kazań.